# Rehniella
Rehniella is een geslacht van rechtvleugeligen uit de familie krekels (Gryllidae). De wetenschappelijke naam van dit geslacht is voor het eerst geldig gepubliceerd in 1928 door Hebard.

## Soorten
Het geslacht Rehniella  is monotypisch en omvat slechts de volgende soort:
- Rehniella glaphyra (Hebard, 1928)